# Великая армия
Вели́кая а́рмия (фр. Grande Armée), Большая армия — название части наполеоновской армии в 1805—1808 и 1811—1814 годах.
Вопреки распространенному представлению, это название не относится ко всем вооружённым силам Наполеоновской империи в целом. Впервые армия Наполеона получает название «La Grande Armée» в приказе от 26 августа 1805 года. Она была распущена Императорским декретом 15 октября 1808 года.

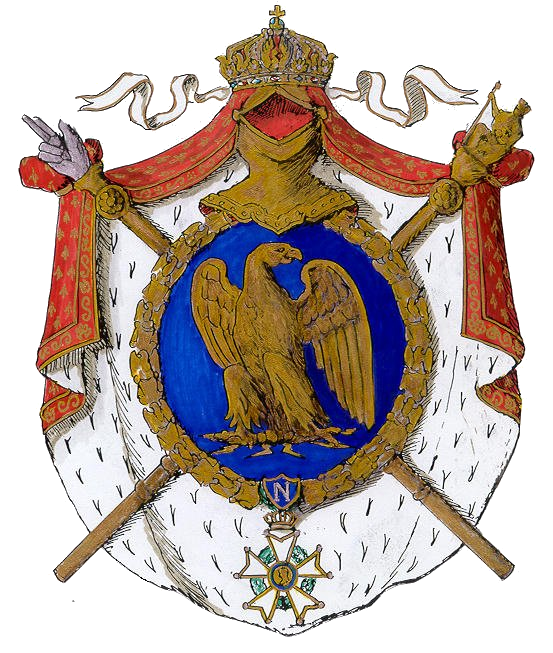
Императорский герб Наполеона Бонапарта

Вторая Великая армия начала формироваться в январе — феврале 1811 года, участвовала в кампаниях 1812, 1813 и 1814 годов и была распущена в 1814 году декретом Сената, объявившим о низложении Наполеона.

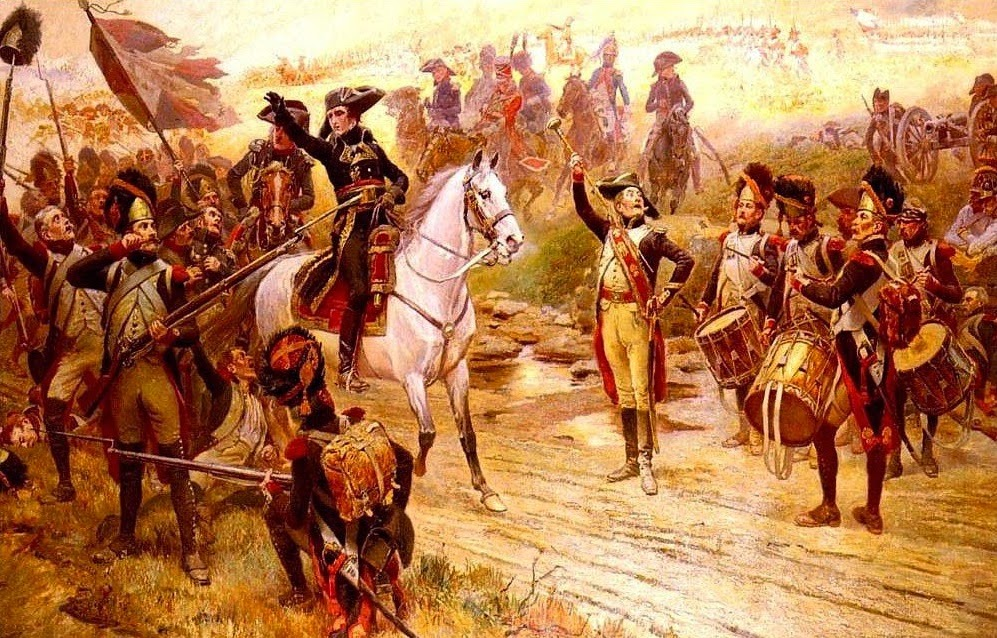
Гвардия Наполеона в битве при Маренго (1800). Худ. А. Лалоз

## Происхождение, состав, этапы становления

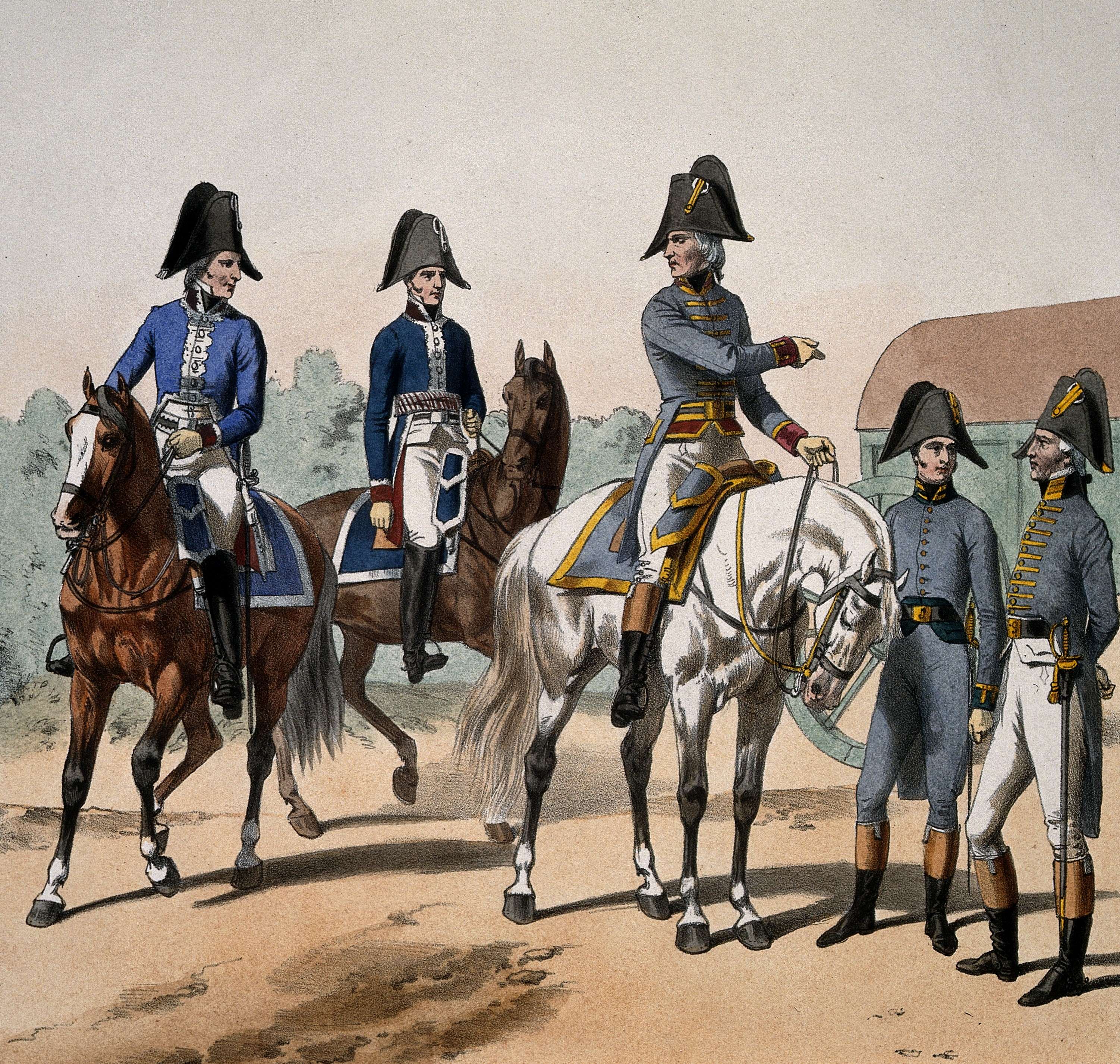
Высшие чины Великой армии, включая главного армейского хирурга, фармацевта и доктора. Литография Густава Давида по рисунку Альфреда де Марбо (1804)

В рамках Великой армии к 1805 году было организовано 7 армейских корпусов, каждый из которых вначале содержал 2—4 пехотные дивизии, бригаду или дивизию лёгкой кавалерии, 36—40 артиллерийских орудий, подразделения сапёров и тыловых обозов. Состав сил позволял корпусу вести самостоятельные боевые действия в отрыве от основной армии, таким образом корпус представлял собой базовую оперативную единицу. Командир корпуса имел ранг маршала  или дивизионного генерала. Численность корпуса могла меняться от 20 до 70 тысяч солдат, но состав всегда оставался сбалансированным, то есть включал все рода войск: пехоту, кавалерию, артиллерию и обеспечение. Корпусная система обеспечивала высокую степень стратегической гибкости и позволяла создавать локальное численное превосходство над противником в нужное время в нужном месте (см. Битва под Ульмом).
Кроме главных армейских корпусов Наполеон образовал ещё кавалерийский резерв, состоявший из двух дивизий кирасир (их поддерживали 24 артиллерийских орудия) и 4 драгунских дивизий. Общая численность составляла 22 тысячи человек. Формировался также и артиллерийский резерв, включавший в себя почти четверть огневого парка армии с большим количеством 12-фунтовых пушек.
Кавалерийские и артиллерийские резервы начали создаваться ещё генералом Бонапартом в 1796 году, а в 1800 году резервная армия уже была организована на основе начальных принципов армейского корпуса.
Великая армия в сентябре 1805 года имела численность около 180 тысяч человек. К апрелю 1807 года, благодаря присоединению к ней войск союзников, численность возросла до 300 тысяч человек. В 1812 году против одной только России было мобилизовано не менее 379 тысяч человек.

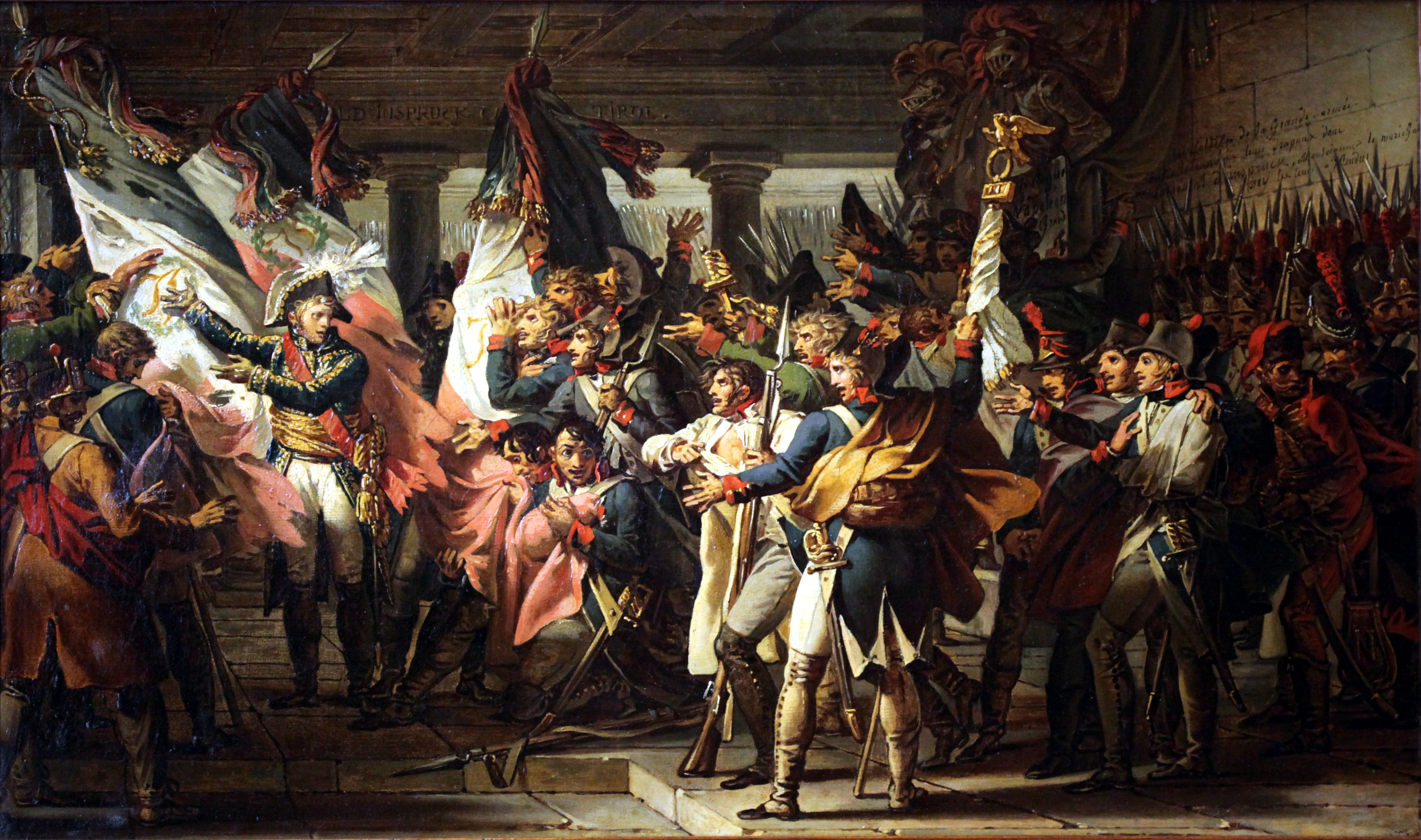
Солдаты 76-го линейного полка в арсенале Инсбрука. Картина Шарля Мейнье (1808)

## Корпуса Великой армии и их командиры

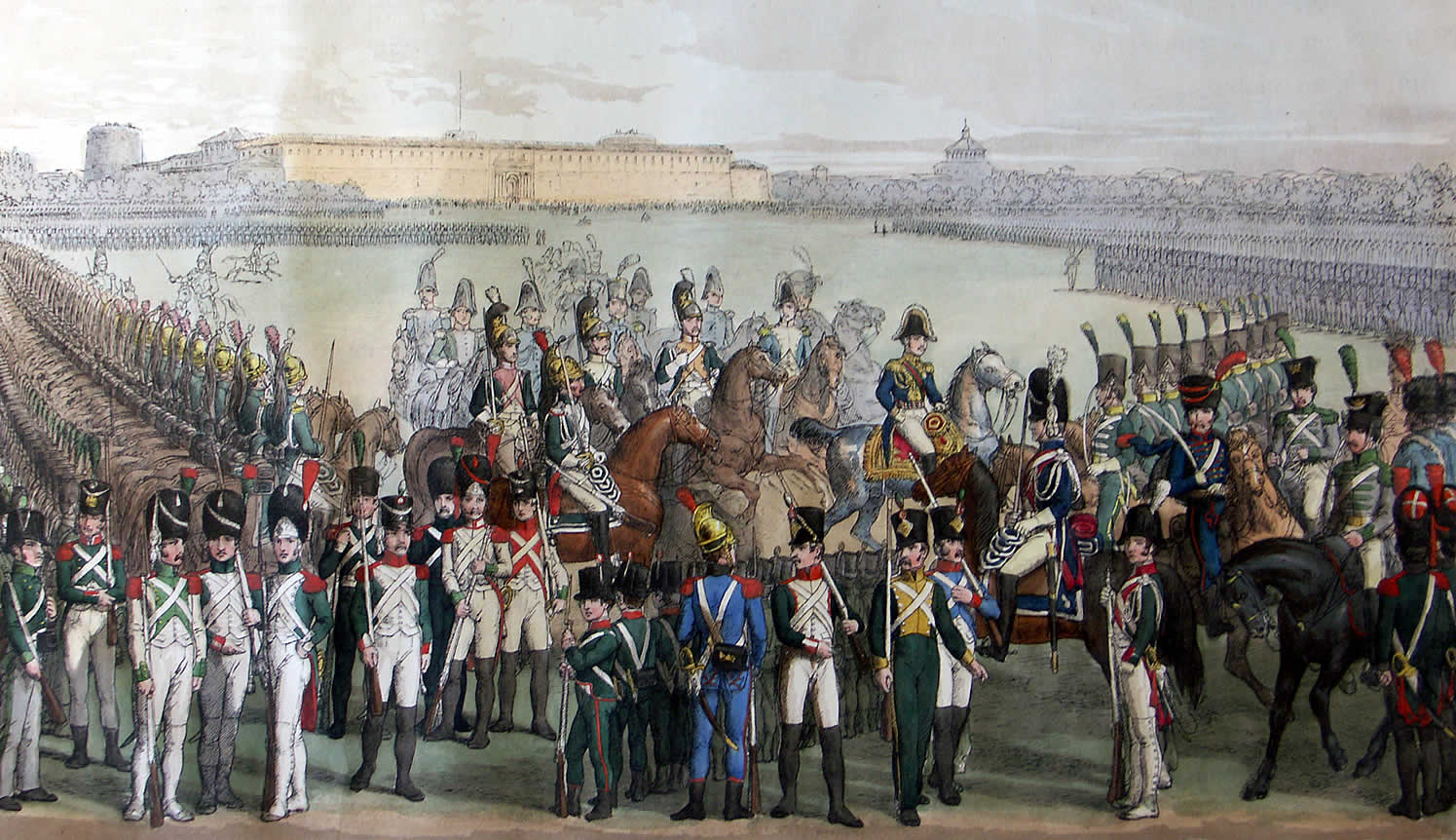
Военный парад в Милане в присутствии вице-короля Евгения Богарне в 1812 г. Литография с рисунка Роберто Фокози (1845)

### Великая армия в Австрийской кампании 1805 года

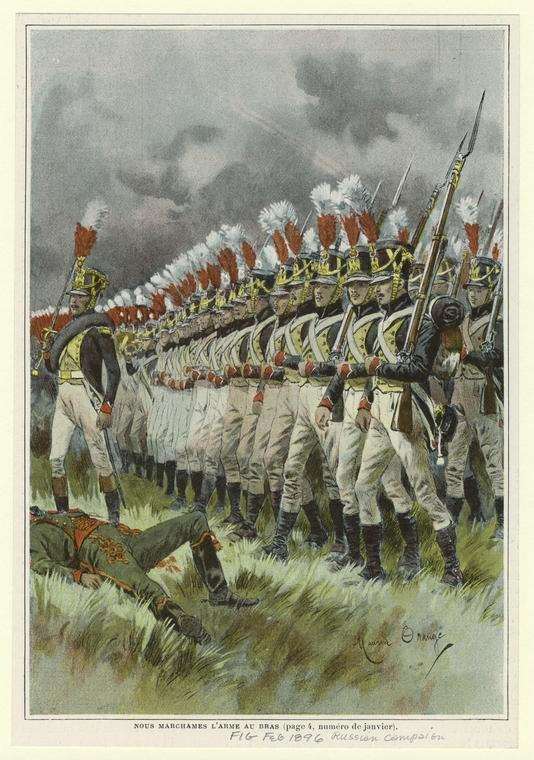
Французы атакуют. Русская кампания 1812 года. Рисунок Мориса Анри Оранжа (1896)

Приказом на 29 августа 1805 года армия, выступившая в поход против Австрии, официально получила название Великая армия. В приказе также было объявлено о её структуре и организации.
| Корпуса             | Командир                   | Численность, тысяч | Примечания |
| ------------------- | -------------------------- | ------------------ | --- |
| 1-й                 | маршал Бернадот            | 20—22              | Сформирован из Ганноверской армии и баварского контингента. 3 пехотных дивизии и 1 дивизия лёгкой кавалерии: 1-я пехотная дивизия (Друэ д’Эрлон), 2-я пехотная дивизия (Риво), 3-я баварская дивизия* (Деруа, затем Вреде) и дивизия лёгкой кавалерии (Келлерман).                                                           |
| 2-й                 | дивизионный генерал Мармон | 20—21              | Сформирован из французских и голландских войск, базировавшихся в Батавии (бывшее отдельное крыло Армии берегов океана). 3 пехотных дивизии и дивизия лёгкой кавалерии: 1-я пехотная дивизия (Буде), 2-я пехотная дивизия (Груши), 3-я батавская дивизия (Дюмонсо) и дивизия лёгкой кавалерии (Лакост).                       |
| 3-й                 | маршал Даву                | 24—26              | Сформирован из войск, дислоцированных в лагере Амблетёз, правого крыла Армии берегов океана. 3 пехотных дивизии и дивизия лёгкой кавалерии: 1-я пехотная дивизия (Биссон), 2-я пехотная дивизия (Фриан), 3-я пехотная дивизия (Гюден) и бригада лёгкой кавалерии (Вьялан).                                                   |
| 4-й                 | маршал Сульт               | 27—29              | Сформирован из войск, дислоцированных в основном лагере Булонь, составлявших центр Армии берегов океана. 4 пехотных дивизии и дивизия лёгкой кавалерии: 1-я пехотная дивизия (Сент-Илер), 2-я пехотная дивизия (Вандам), 3-я пехотная дивизия (Легран), 4-я пехотная дивизия** (Сюше) и бригада лёгкой кавалерии (Маргарон). |
| 5-й                 | маршал Ланн                | 24—26              | Сформирован из войск, составлявших авангард Армии берегов океана, бывший основной лагерь в Вимере. 3 пехотных дивизии и дивизия лёгкой кавалерии: 1-я гренадерская дивизия (Удино), 2-я пехотная дивизия (Газан), 3-я пехотная дивизия** (Сюше) и две бригады лёгкой кавалерии (Трейяр и Фоконне).                           |
| 6-й                 | маршал Ней                 | 20—22              | Сформирован из войск, дислоцированных в лагере Этапле и Монтрейе, составлявших левое крыло Армии берегов океана. 3 пехотных дивизии и бригада лёгкой кавалерии: 1-я пехотная дивизия (Дюпон), 2-я пехотная дивизия (Луазон), 3-я пехотная дивизия (Малер) и бригада лёгкой кавалерии (Кольбер).                              |
| 7-й                 | маршал Ожеро               | 11—13              | Сформирован из войск, дислоцированных в Бретани, как отдельное крыло Армии берегов океана. 2 пехотных дивизии: 1-я пехотная дивизия (Дежарден) и 2-я пехотная дивизия (Морис Матьё). |
| Гвардия             | маршал Бессьер             | 6—7                | Состояла из гвардейской пехоты (Юлен и Сулес) и гвардейской кавалерии (Орденер). |
| Резервная кавалерия | принц Мюрат                | 20—22              | Состояла из 2-х дивизий тяжёлой кавалерии (Нансути и д’Опуль), 4-х дивизий драгун (Клейн, Вальтер, Бомон и Бурсье) и дивизии пеших драгун (Барагэ д’Илье). |

*Баварцы влились в ряды Великой армии в начале октября.
**Первоначально дивизия Сюше была 4-й пехотной в корпусе Сульта, но 10 октября была переведена в корпус Ланна.

### Великая армия в Русской кампании 1812 года
C начала 1811 начала формироваться вторая Великая армия и в 1812 году Наполеон вторгся в Россию с 10 пехотными и 4 кавалерийскими корпусами общей численностью 379 тысяч солдат, на пике своего могущества. Из этих солдат только половина были французами, остальные поляки, немцы из германских государств Рейнского союза, немцы из Пруссии, итальянцы, испанцы, хорваты. К этому числу следует добавить австрийский корпус под командованием Шварценберга (30 тысяч), бывший в оперативном подчинении у Наполеона.
Расположение наполеоновской армии:
Главная квартира Наполеона I и гвардия (маршалы Ф.Ж. Лефевр, А.Э.К. Мортье и Ж.Б. Бессьер) в Вильковишках,
1-й армейский корпус маршала Л.Н. Даву и 2-й армейский корпус маршала Н.Ш. Удино в Пильвишках,
3-й армейский корпус маршала М. Нея перед Мариенполем,
1-й кавалерийский корпус дивизионного генерала графа Э.М.А. Нансути и 2-й кавалерийский корпус дивизионного генерала Л.П. Монбрэна у р. Немана напротив Ковно;
10-й армейский корпус маршала Э.Ж.Ж. Макдональда в Тильзите;
4-й армейский корпус вице короля Итальянского, 6-й армейский корпус дивизионного генерала Л. Гувьон Сен Сира и 3-й кавалерийский корпус дивизионного генерала Э. Груши на марше к Пренам;
Главная квартира короля Вестфальского, 8-й армейский корпус дивизионного генерала Д.Ж.Р. Вандамма, 5-й армейский корпус дивизионного генерала князя Ю.А. Понятовского и 4-й кавалерийский корпус дивизионного генерала М.В.Н. Латур-Мобура в Августове;
7-й армейский корпус дивизионного генерала Ж.Л.Э. Рейнье в Остроленке;
Австрийский вспомогательный корпус ген. от кав. кн. К.Ф. Шварценберга в  Лукове;
9-й армейский корпус маршала К.В. Виктора подходит к р. Висле;

11-й армейский корпус маршала Ш.П.Ф. Ожеро расположен в Берлине.

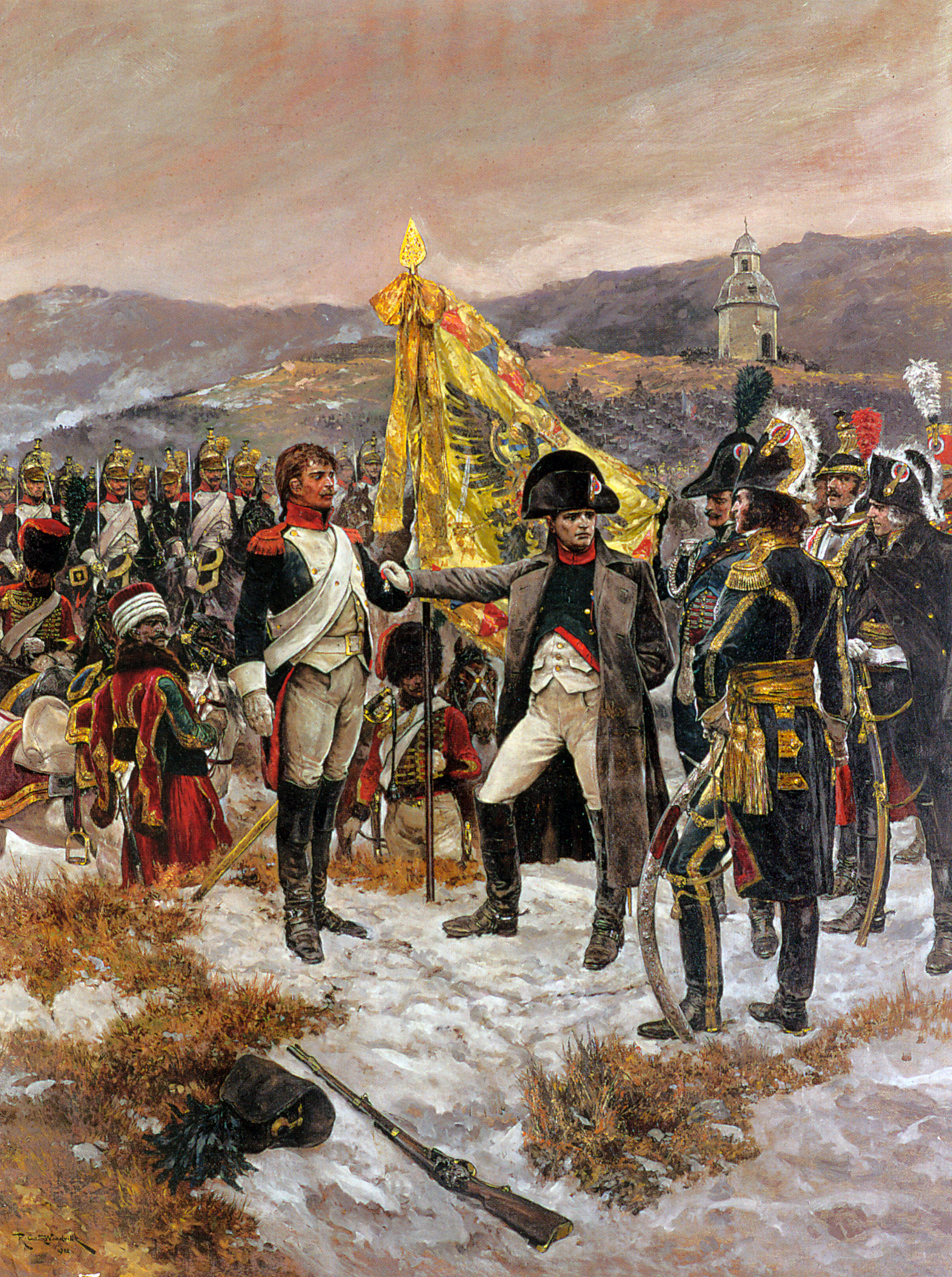
«Крест Почётного легиона». Художник Ричард Кейтон Вудвиль (1889)

В таблице показан состав корпусов Великой армии на момент вторжения в Россию в 1812 году. Сверх того, до 4 тысяч числилось при Главном штабе и до 21 тысячи при обозе и различных вспомогательных подразделениях. В таблице приведён разброс в цифрах между данными Клаузевица и ведомости, опубликованной в мемуарах полковника Фезенсака.

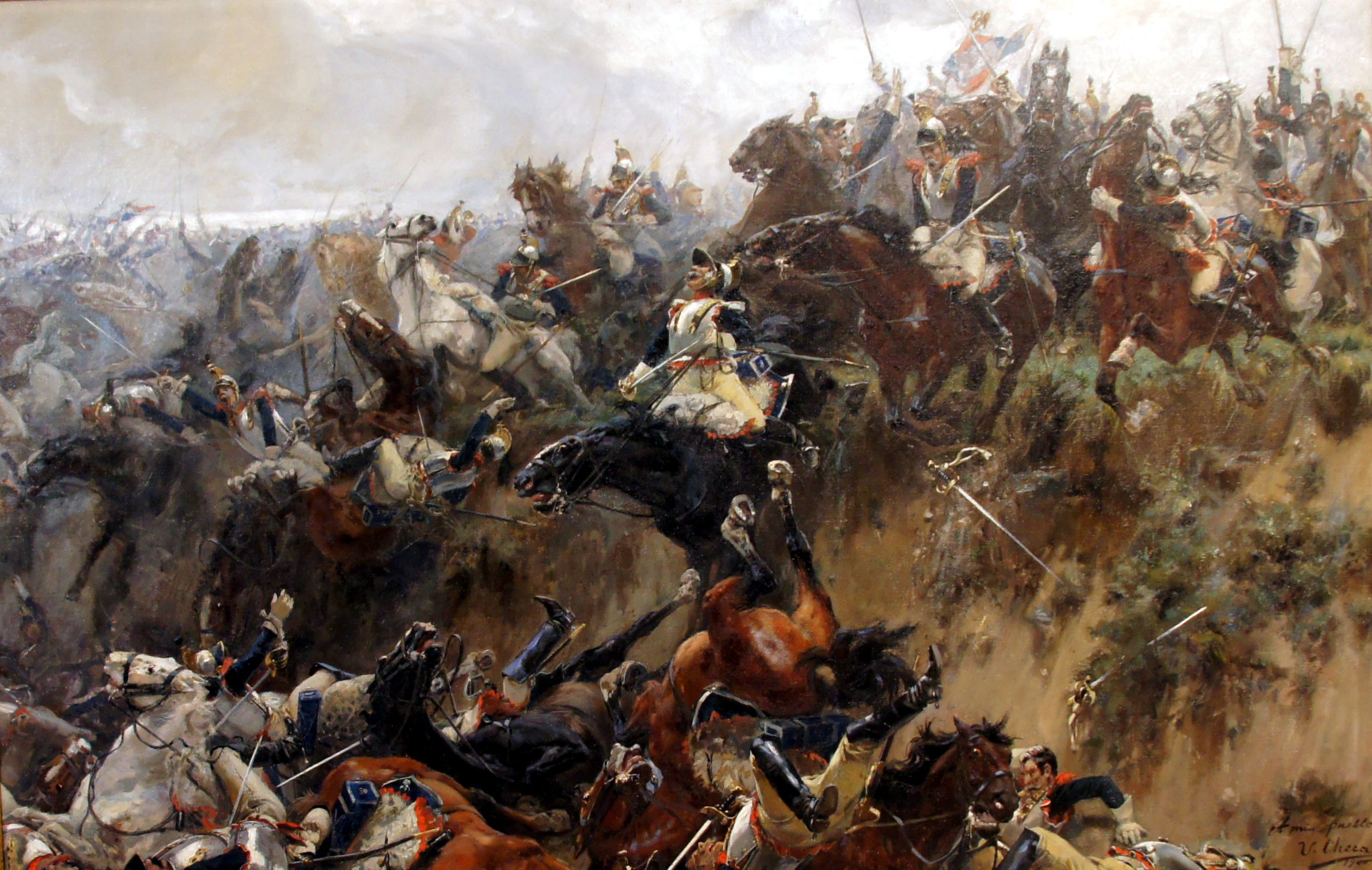
«Атака французских кирасиров при Ватерлоо». Художник Ульпиано Чеза (1895)

| Корпуса                      | Командир            | Численность, тысяч | Примечания |
| ---------------------------- | ------------------- | ------------------ | --- |
| 1-й                          | маршал Даву         | 68—72              | Сформирован в Гамбурге на основе ветеранов-французов. 5 пехотных дивизий и 2 лёгкие кавалерийские бригады (2400 всадников): 1-я дивизия (Моран), 2-я дивизия (Фриан), 3-я дивизия (Гюден), 4-я дивизия (Дессе), 5-я дивизия (Компан).                                     |
| 2-й                          | маршал Удино        | 35—37              | Сформирован в Вестфалии и Голландии из французов (большая часть), швейцарцев, хорватов и поляков. Действовал на северном направлении в районе Полоцка против Витгенштейна. 3 пехотные дивизии (Легран, Вердье и Мерль) и 2 лёгкие кавалерийские бригады (2400 всадников). |
| 3-й                          | маршал Ней          | 38—39              | Сформирован на среднем Рейне из новобранцев. 2 французские пехотные дивизии, 1 вюртембергская пехотная дивизия и 2 лёгкие кавалерийские бригады (2400 всадников): 10-я дивизия (Ледрю), 11-я дивизия (Разу), 25-я дивизия (Маршан).                                       |
| 4-й                          | генерал Богарне     | 41—45              | Сформирован в верхней Италии. 2 французские пехотные дивизии, 1 итальянская пехотная дивизия, Итальянская гвардия и 2 лёгкие кавалерийские бригады (2400 всадников): 13-я дивизия (Дельзон), 14-я дивизия (Бруссье), 15-я дивизия (Пино).                                 |
| 5-й                          | генерал Понятовский | 36—38              | Сформирован из поляков великого герцогства Варшавского. Состоял из 3 польских дивизий и лёгкой кавалерии: 16-я дивизия (Зайончек), 17-я дивизия (Домбровский), 18-я дивизия (Княжевич).                                                                                   |
| 6-й                          | генерал Сен-Сир     | 25—27              | Сформирован из баварцев. Состоял из 2 пехотных дивизий (Деруа и Вреде) и 2 бригад лёгкой кавалерии. |
| 7-й                          | генерал Ренье       | 17—26              | Сформирован из саксонцев. Действовал на южном направлении совместно с австрийской армией Шварценберга. Состоял из 2 пехотных дивизий и 2 бригад лёгкой кавалерии. |
| 8-й                          | генерал Вандам      | 17—19              | В начале августа принят под командование генерала Жюно. Сформирован из немцев королевства Вестфалия. Состоял из 2 пехотных дивизий и бригады лёгкой кавалерии: 23-я дивизия (Тарро), 24-я дивизия (Окс).                                                                  |
| 9-й                          | маршал Виктор       | 33—34              | Вошёл в Россию 3 сентября как резерв. Состоял на треть из французов и наполовину из немцев; 3 пехотные дивизии (Партуно, Данделс, Жирар) и лёгкая кавалерия. |
| 10-й                         | маршал Макдональд   | 29—32              | Включал в себя 20 тысяч союзных солдат Пруссии, а также немцев и поляков. Действовал на северном направлении против Риги. Состоял из 2 прусских дивизий, французской дивизии (Гранжан) и лёгкой прусской кавалерии (3 тысячи).                                            |
| 11-й                         | маршал Ожеро        | 60                 | Состоял в основном из французов. Располагался гарнизонами в Пруссии как резерв и обеспечение тыла Наполеона в Европе. В Россию не входил, но посылал Наполеону 2 дивизии в качестве резерва.                                                                              |
| Гвардия                      | маршал Мортье       | 36—47              | Состояла из Старой Гвардии (маршал Лефевр), Молодой Гвардии (маршал Мортье) и гвардейской кавалерии (4 тысячи, маршал Бессьер). |
| 1-й, 2-й и 3-й кавалерийские | маршал Мюрат        | 21—32              | Состояла из 3 корпусов (Нансути, Монбрен и Груши). Французы составляли 2/3 от числа кавалеристов. В состав каждого корпуса входили лёгкая кавалерийская дивизия и 1—2 кирасирские дивизии.                                                                                |
| 4-й кавалерийский            | генерал Латур-Мобур | 6—8                | Состоял из 4-й польской кавалерийской дивизии и 7-й кирасирской дивизии (саксонские, вестфальские и польские кирасиры). |
| Всего                        |                     | 379                | сверх того, до 4 тысяч числилось при Главном штабе и до 21 тысячи при обозе и различных вспомогательных подразделениях; также см. примечание по 11-му корпусу |

Кроме того, 12-й корпус генерала Шварценберга (33—34 тыс.) — на правом фланге против армии Тормасова; состоял из австрийцев.
Издание «Подробный список всех корпусов составлявших французскую армию, вышедшую в поход против России в 1812 году» (с дозволения Главнокомандующего в Москве генерала Растопчина отпечатано в типографии Селивановского, Москва, 1813) указывает иную нумерацию корпусов, их численность и командиров: 5-й корпус — Вестфальский (30 тыс.), 6-й корпус — Польский (60 тыс.), 8-й корпус — Макдональда (60 тыс.), 10-й корпус Монсея, Бессьера и Мортье из гвардейских частей (40 тыс.). 11-го и 12-го корпусов в списке нет (очевидно, из-за их расположения за пределами России).

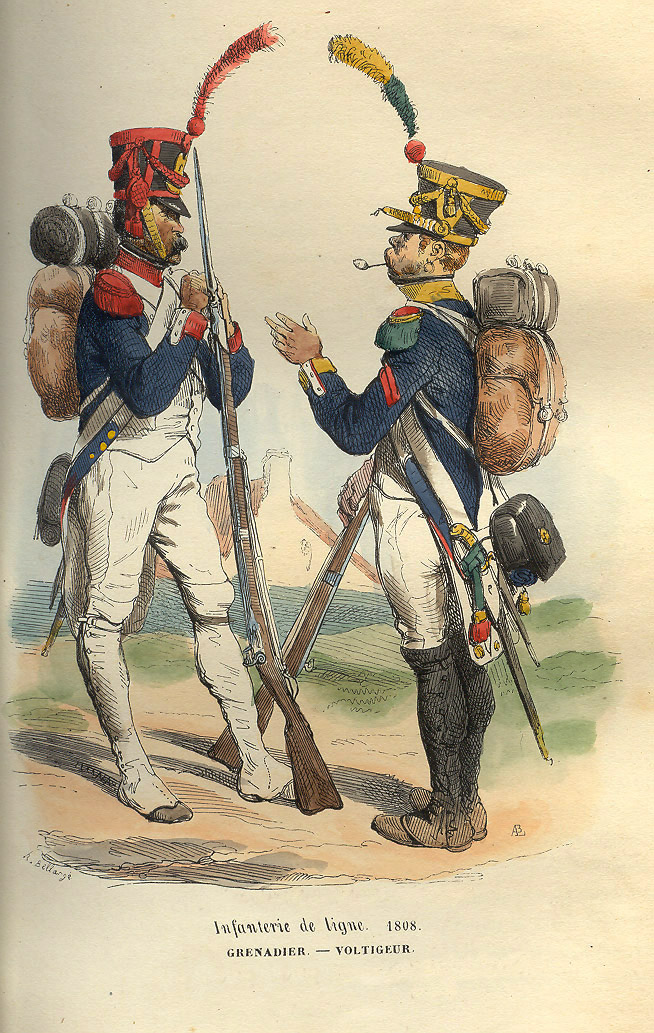
французская линейная пехота: гренадер и вольтижёр, 1808 год
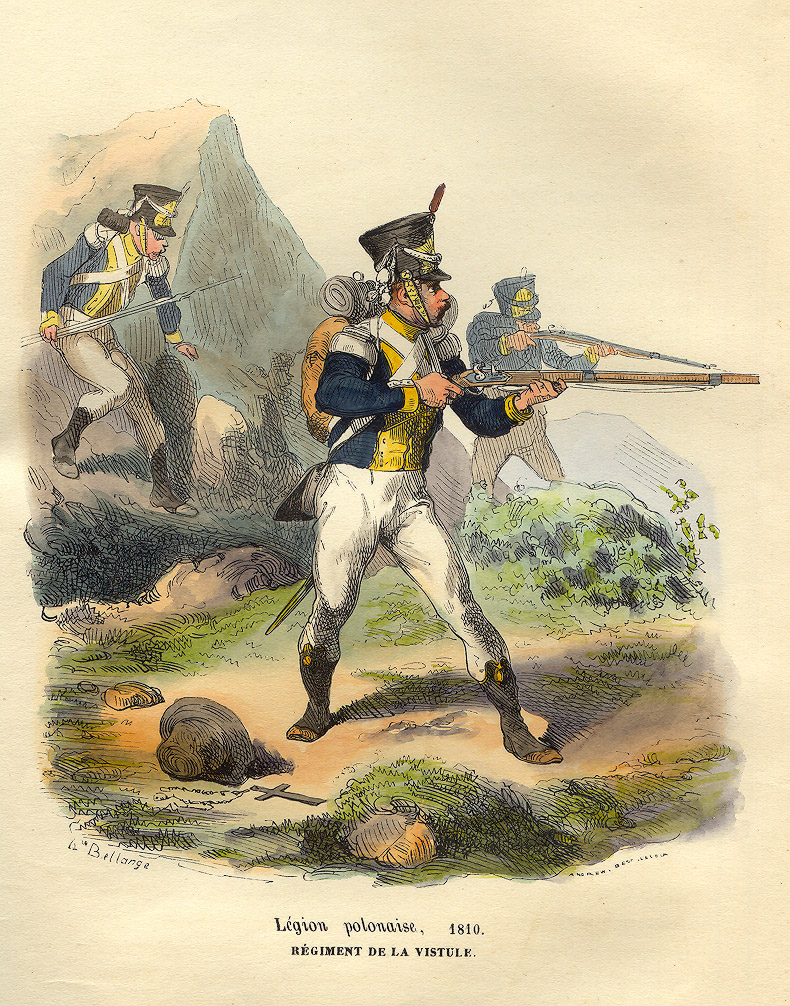
Польский легион (Вислинский полк), 1810 год
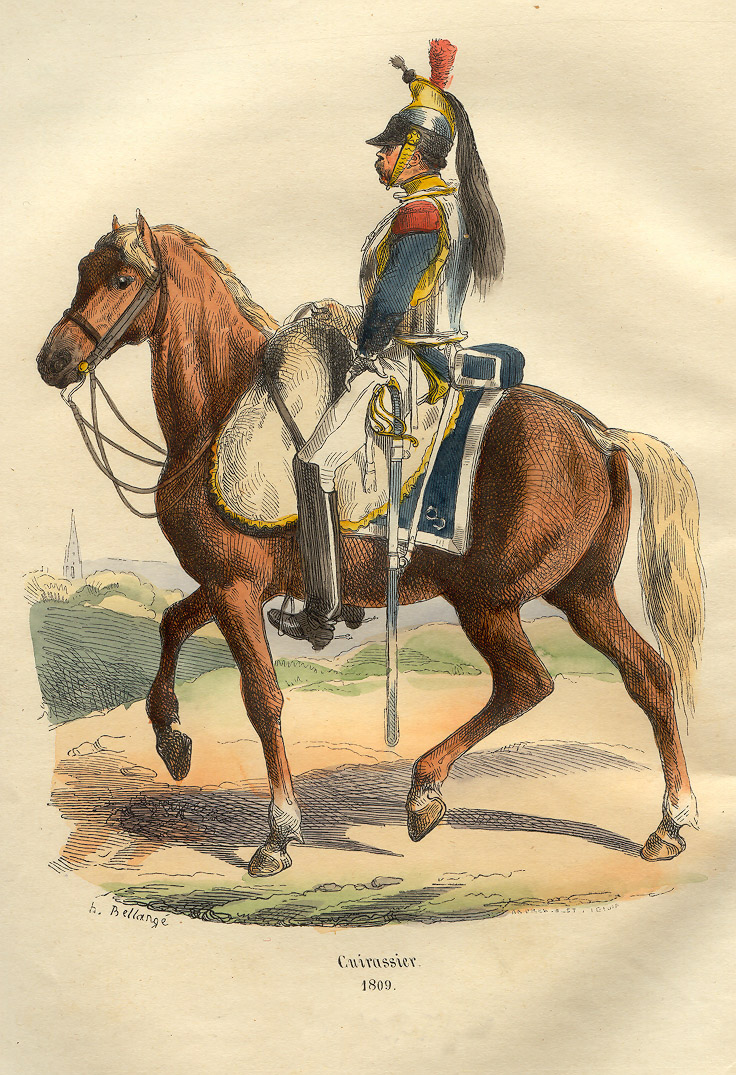
кирасир, 1809 год
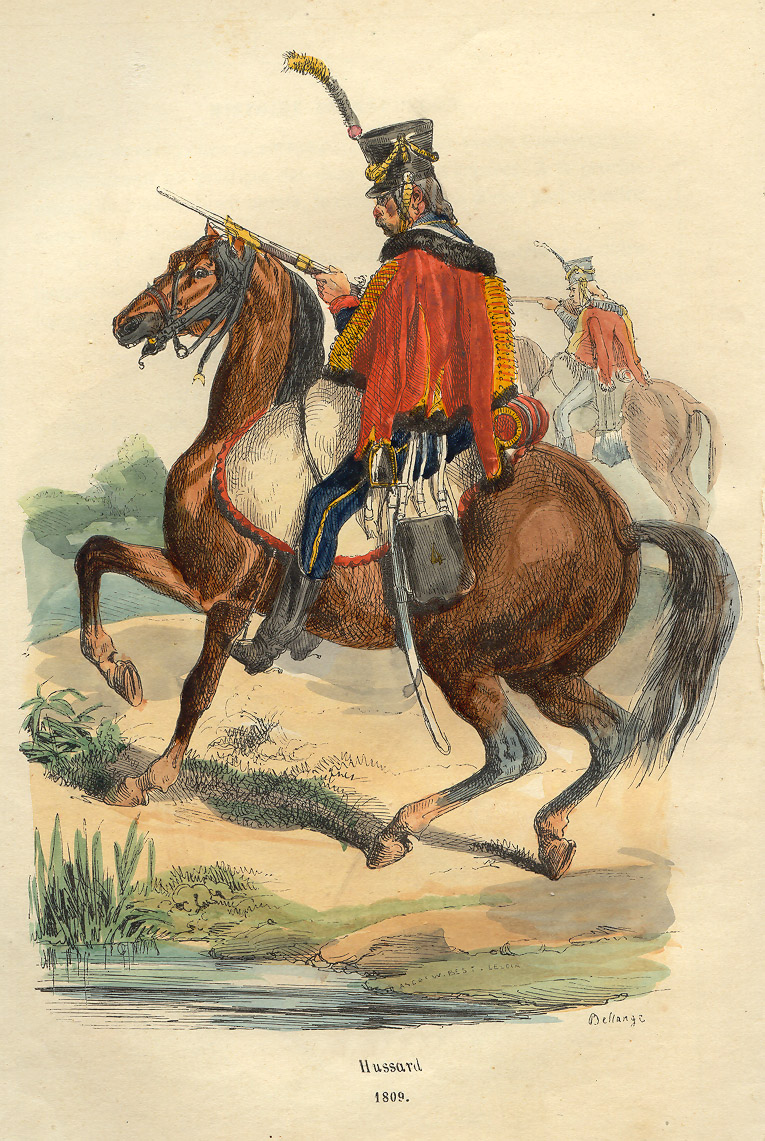
гусары, 1809 год

## Воинские звания Великой армии

### Генералы (Officiers généraux)
- Маршал Империи (Maréchal d'Empire) (почётный титул);
- Генерал-полковник (Colonel-Général) (почётный титул);
- Генерал-аншеф (Général en Chef) (звание упразднено в 1812);
- Дивизионный генерал (Général de Division) или генерал-лейтенант (Lieutenant-Général);
- Бригадный генерал (Général de Brigade) или лагерный маршал (Maréchal de Camp);
- Генеральный начальник штаба (Général Chef d'état Major) / генерал-майор гвардии (Major-Général dans la Garde) (должности);
- Лагерный генерал-адъютант (Général Aide de Camps) (должность);
- Заместитель командующего (Adjudant-Commandant) (штабное звание);

### Штаб-офицеры (Officiers supérieurs)
- Полковник (Colonel);
- Секунд-полковник (Colonel en Second);
- Майор (Major);
- Секунд-майор (Major en Second);
- Командир батальона (Chef de Bataillon) (пехота) или Командир эскадрона (Chef d'Escadron) (кавалерия и артиллерия);

### Обер-офицеры (Officiers subalternes)
- Капитан-заместитель майора (Capitaine-Adjudant-Major) (скорее должность, чем звание);
- Капитан (Capitaine);
- Лейтенант (Lieutenant);
- Су-лейтенант (Sous-Lieutenant);
- Аспирант (Aspirant);

### Унтер-офицеры (Sous-officiers)
- Старшина унтер-офицер (adjudant sous-officier);
- Старший сержант (sergent-major) или старший вахмистр (maréchal des logis-chef);
- Сержант (sergent) или вахмистр (maréchal des logis);

### Солдаты (Soldats)
- Капрал-фурьер (caporal-fourrier) или урядник-фурьер (brigadier-fourrier) (введено в 1791);
- Капрал (caporal) или урядник (brigadier);
- Солдаты элитных рот: гренадёр (grenadier), шассёр (chasseur), вольтижёр (voltigeur), тиральер (tirailleur) и т.д. (пехота); драгун (dragon), гусар (chasseur), шеволежер (chevau-léger) (кавалерия); артиллерист (artilleur), канонир (canonnier), понтонёр (pontonnier) (артиллерия); сапёр (sapeur), минёр (mineur) (инженерные войска); кондуктор (conducteur) (железнодорожные войска);

Карабинеры приравнивались к солдатам элитных рот.
- Солдаты других рот: фузилёр (fusilier), шассёр (chasseur) (пехота); артиллерист (artilleur), канонир (canonnier), понтонёр (pontonnier) (артиллерия); сапёр (sapeur), минёр (mineur) (инженерные войска); кондуктор (conducteur) (железнодорожные войска);
- Барабанщик (tambour), флейтист (sonneur) (лёгкая пехота), горнист (clairon), музыкант (musicien).

Кроме того, все солдаты Имперской гвардии имеют приоритет перед солдатами эквивалентного звания других корпусов. Таким образом, егерь гвардейского пешего егерского полка приравнивается к капралу легкой пехоты.

## Национальный состав Великой армии
По свидетельствам современников и примерным подсчётам на основе национального состава корпусов, Великая армия, вторгшаяся в Россию, состояла из французов примерно наполовину. Остальные национальности поставляли страны, включённые Наполеоном в состав Французской империи, или же страны-сателлиты. Только Австрия выставила 30—34 тысячи солдат как независимый корпус, бывший в оперативном подчинении Наполеона. Пруссия, немецкие королевства и княжества, королевства Италии, Польша и другие поставили солдат в корпуса под командованием французов (только 5-й корпус возглавлялся генералом-поляком Понятовским).
| Франция и союзники                        | Население (на 1812 г.) | Воинский контингент Великой армии | Примечания |
| ----------------------------------------- | ---------------------- | --------------------------------- | --- |
| Франция                                   | 29 400 000             | 300 000                           | Включая бельгийцев и голландцев (ок. 2000, 1 гренадерский и 1 уланский полки), проживающих на территориях, включённых Наполеоном в состав Франции. |
| Королевство Италия                        | 13 000 000             | 23 000                            | Королём Италии был сам Наполеон. Указанное здесь число итальянских солдат не включает в себя итальянцев из Неаполя. Они были сведены в 24 батальона и 16 эскадронов. |
| Королевство Неаполь                       | 4 900 000              | 11 000                            | Король — французский маршал Мюрат. В походе в Россию участвовали 11 батальонов и 5 эскадронов. |
| Бавария (Рейнский союз)                   | 3 300 000              | 30 000                            | В войне с Россией участвовали 30 батальонов и 24 эскадрона. |
| Саксония (Рейнский союз)                  | 1 150 000              | 22 000                            | В войне с Россией участвовали 22 батальона и 32 эскадрона. |
| Вестфалия (Рейнский союз)                 | 700 000                | 24 000                            | В войне в Россией участвовало 22 батальона и 20,5 эскадрона. |
| Королевство Вюртемберг (Рейнский союз)    |                        | 14 000—16000                      | В войне с Россией участвовало 14 батальонов и 16 эскадронов, из пределов России вернулось домой едва несколько сотен человек. |
| Великое герцогство Баден (Рейнский союз)  |                        | 7 000                             | В войне с Россией участвовало 7 батальонов и 4 эскадрона. |
| Великое герцогство Берг (Рейнский союз)   |                        | 7 000                             | В войне с Россией участвовало 7 батальонов и 4 эскадрона. |
| Великое герцогство Гессен (Рейнский союз) |                        | 5 000                             | В войне с Россией участвовало 6 батальонов и 3 эскадрона. |
| Мелкие государства Рейнского союза        | 6 500 000              | 11 000                            | В войне с Россией участвовали контингенты Великого герцогства Вюрцбург, княжеств Шварцбург-Зондерсхаузен, Липпе-Детмольд, Вальдек, Рёйсс-Шлейц, герцогств Анхальт-Дессау, Мекленбург-Шверин и пять саксонских герцогств (всего 16 батальонов и 1 эскадрон). |
| Герцогство Варшавское                     | 4 300 000              | 95 000—100 000                    | Буферное государство, созданное Наполеоном на польской территории. Армия Великого Герцогства Варшавского состояла из польских и литовских (около 20 000) частей. |
| Швейцария                                 | 1 500 000              | 12 000                            | Послала по союзному договору с Наполеоном. Швейцарские части входили непосредственно в состав французских частей (12 батальонов). |
| Пруссия                                   | 10 200 000             | 22 000                            | Послала по союзному договору с Наполеоном в 10-й корпус (20 батальонов и 16 эскадронов). |
| Австрия                                   |                        | 40 000                            | Направила в Россию Отдельный Австрийский корпус (с учётом подкреплений в ходе войны − 32 батальона и 56 эскадронов). |
| Хорваты                                   | 1 500 000              | 2 000                             | С территории Хорватии, отобранной Наполеоном у Австрии, 3 батальона. |
| Великое Княжество Литовское               |                        | 25 000                            | В состав вооруженного контингента ещё не существующего Великого княжества Литовского вошли пять пехотных и четыре кавалерийских полка, шесть батарей и несколько отдельных эскадронов легкой конницы. Во многом эти части формировались из российских подданных, в том числе из тех, кто дезертировал из русской армии. Всего на сторону Наполеона из русской армии перебежали 227 офицеров и 1068 нижних чинов литовского (белорусы и литовцы) происхождения. С учётом жандармерии, национальной гвардии, особого эскадрона конвоя и призывников, направленных в наполеоновские полки, под ружье в Литве встало более 25 тысяч человек. |
| Испания                                   | 11 750 000             | 4 800                             | Насильно мобилизованные в «Испанский легион короля Иосифа» (4 пехотных батальона), а также 1 сапёрный батальон при Молодой гвардии. |
| Португалия                                | 3 000 000              | 2 000                             | Насильно мобилизованные в «Португальский легион» (6 батальонов). |
| Всего                                     |                        | 570 000                           | Включает в себя подкрепления за время войны. |

- Население стран указано на основании опубликованной статистики[14][15].
- Численность национальных контингентов приведена по: Панкратов П. А. Армия Европы против России // Военно-исторический журнал, 1997. № 3. С. 70-81.

## Вооружение

### Вооружение пехоты
На вооружении французской пехоты состояли кремнёвые гладкоствольные ружья AN-IX (образца 1801 г.) и AN-XIII (образца 1805 г.). Заряжание происходило с дула и представляло собой несколько операций: солдат должен был достать бумажный патрон, надкусить его и засыпать небольшое количество пороха на затравочную полку замка, остальной порох засыпался в ствол, затем загнать свинцовую круглую пулю в ствол шомполом и зафиксировать пыжом, в качестве которого выступала бумажная оболочка патрона. Перед выстрелом необходимо было взвести курок с куском кремня. Затем по команде производился залп.

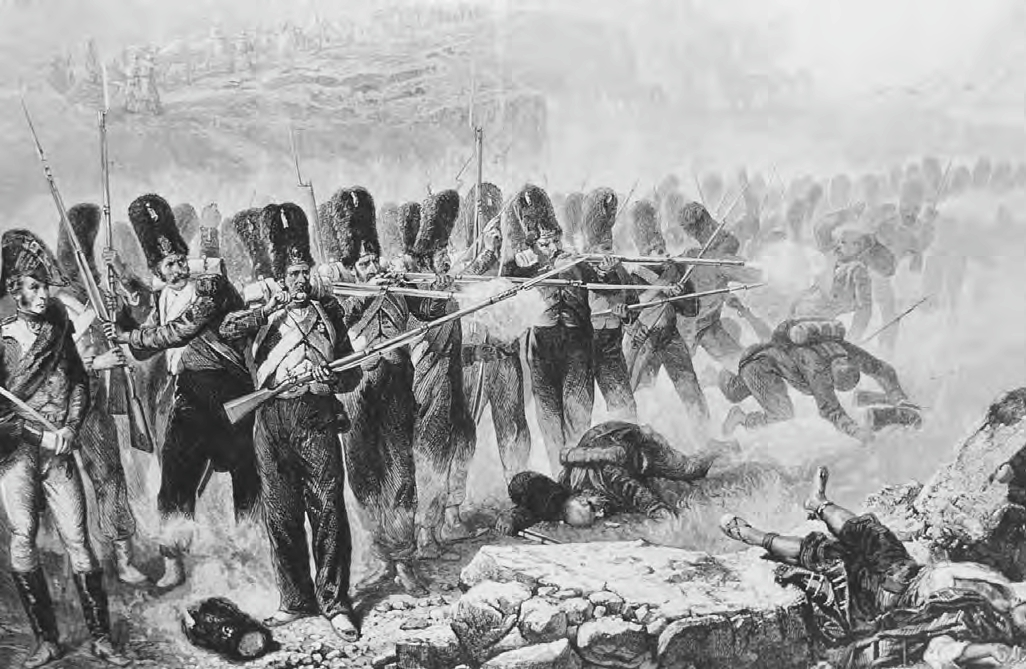
Старая Гвардия отстреливается

В носимый боекомплект входило 60 выстрелов. Немецкий военный историк Г. Дельбрюк утверждал, что норма для прусских войск было производить 6 выстрелов в минуту и с 7 в стволе, однако после смерти Фридриха II скорость выстрелов уменьшилась до 5, однако все ещё превышала французские войска в скорострельности, где нормой было 4 выстрела. Убойная сила сохранялась до 300 шагов, прицельная дальность не превышала 100 шагов. Егеря и отдельные стрелки вооружались нарезными штуцерами, которые били на тысячу шагов, в 3 раза дальше и гораздо точнее гладкоствольных ружей, но скорострельность была в 5—6 раз ниже.
Пехотное гладкоствольное ружье  AN-IX:

Калибр — 17,5 мм
 Длина без штыка — 1515 мм
 Длина ствола — 1137 мм
 Длина штыка — 465 мм
 Вес — 4,375 кг
 Начальная скорость пули — 320 м/с

В последний год наполеоновских войн только начали появляться первые образцы нового типа ружей, в которых кремнёвый замок был замещён более надёжной и простой капсюльной системой воспламенения. На вооружение армий такие ружья поступили только спустя 20 лет.

### Артиллерия

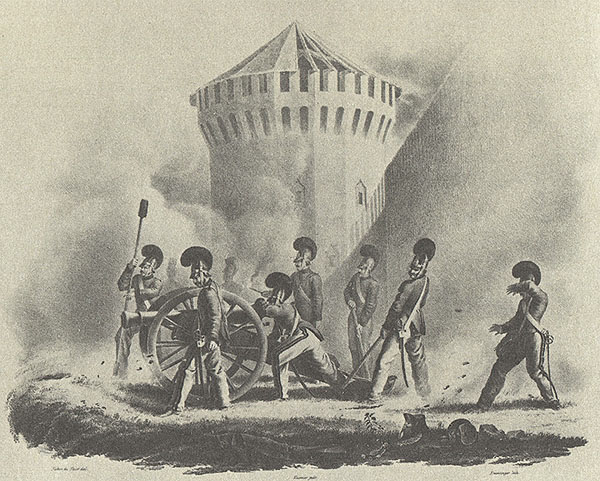
Вюртембергская артиллерия в битве за Смоленск
Христиан-Вильгельм фон Фабер-дю-Фор

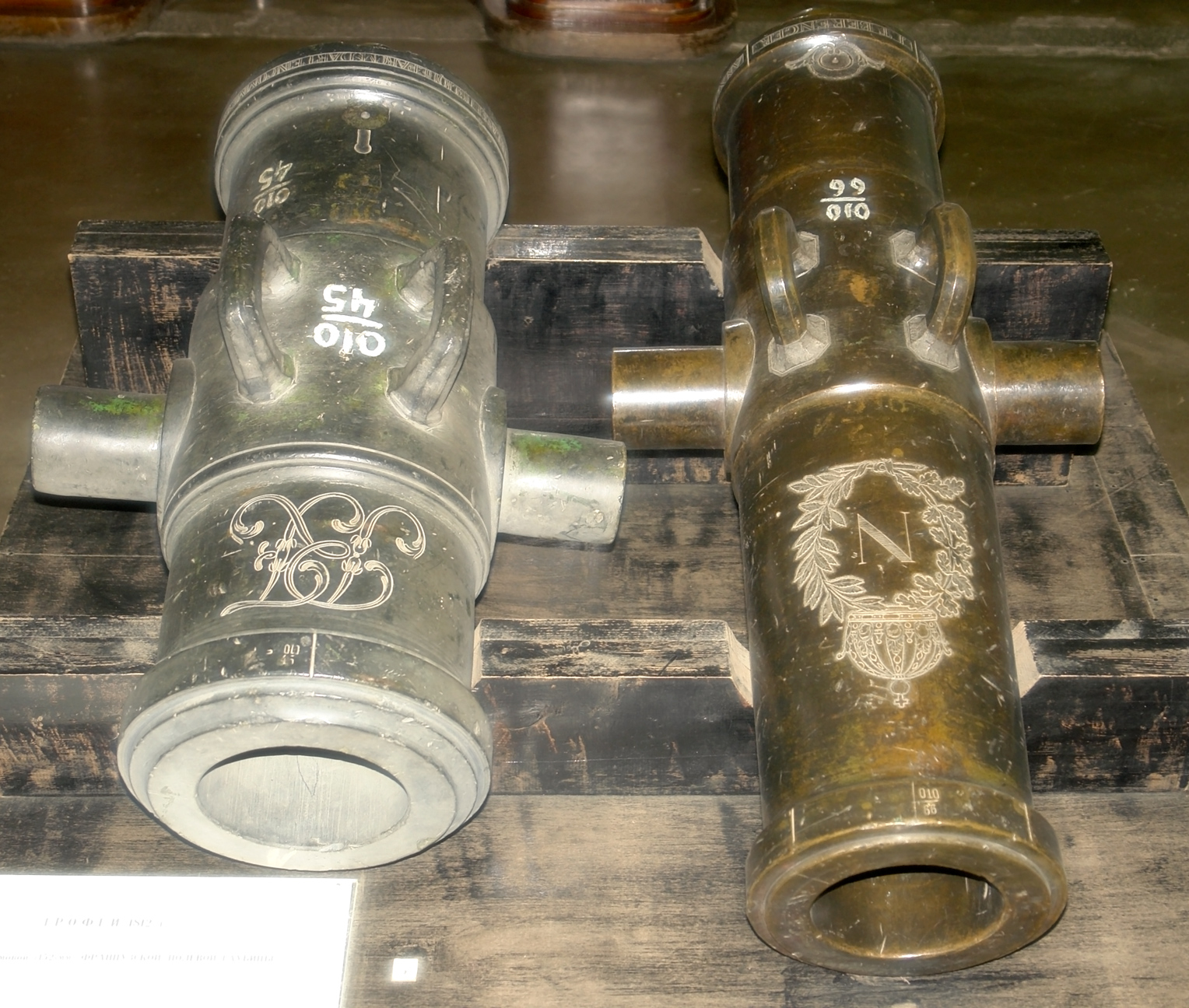
Русские трофеи: бронзовые стволы французских полевых гаубиц (слева направо): 6-дюймовой (длина 95 см, вес 352 кг, изготовлен 7 августа 1793 в Страсбурге, комиссар Даршен) и 24-фунтовой (152-мм) (длина 101 см, масса 278 кг, изготовлен в 1805 году в Дуэ, мастер Беранже). Военно-исторический музей артиллерии, инженерных войск и войск связи (Санкт-Петербург).

Тактической единицей являлась конная или пешая артиллерийская батарея. Роты пешей артиллерии состояли из 6 пушек и 2 гаубиц, конные роты — из 4 пушек и 2 гаубиц. В 1805—1807 гг. использовались 4-, 8- и 12-фунтовые пушки и 6-дюймовые гаубицы системы Грибоваля, а также 6-фунтовые пушки и 5,5-дюймовые (24-фунтовые) гаубицы системы An XI. В 1812—1814 годах «грибовалевских» орудий в Великой армии практически не осталось, использовались в основном 6- и 12-фунтовые пушки и 5,5-дюймовые гаубицы. Кроме этого, многие пехотные дивизии в 1812 году имели полковую артиллерию из 3- или 4-фунтовых пушек (почти все эти орудия были потеряны при отступлении из России).
| Орудие       | Калибр, мм | Длина ствола, см | Вес системы, кг | Вес ядра, кг | Картечь вес (кг)/ число пуль | Нач. скорость ядра, м/с | Макс. дальность ядром, м |
| ------------ | ---------- | ---------------- | --------------- | ------------ | ---------------------------- | ----------------------- | ------------------------ |
| 6-фн пушка   | 93         | 178              | 1440            | 2,7          | 6,2/41                       | 450                     | 1400                     |
| 12-фн пушка  | 113        | 218              | 1920            | 6,0          | 9,8/112                      | 450                     | 1700                     |
| 6-дм гаубица | 157        | 77               | 1440            | 9,8          | 19,3/60                      | 230                     | 2400                     |

Данные таблицы могут немного отличаться от действительных значений из-за применения в источниках разнообразных мер веса и длины, а также методов измерения.
Максимальная скорострельность достигала 2 выстрелов в минуту при использовании унитарных выстрелов, а в критической ситуации могла быть доведена до 3 в минуту без банения (прочистки и охлаждения ствола), но в таком режиме допускалось только несколько выстрелов. С раздельным заряжанием порохового заряда и снаряда стреляли со скоростью 1 выстрел в минуту.
Максимальная бесприцельная дальность стрельбы ядрами при большом угле возвышения составляла до 2600 м. Эффективная дальность стрельбы ядрами составляла до 1200 м, картечью до 500 м. Сверх этих дистанций огонь практически не велся для разумного расхода боеприпасов.
Боеприпасы: чугунные ядра, картечь (чугунные или железные пули в жестяных контейнерах), гранаты (разрывные снаряды) для гаубиц, брандкугели (чугунные бомбы с зажигательной начинкой).

## Судьба Великой армии

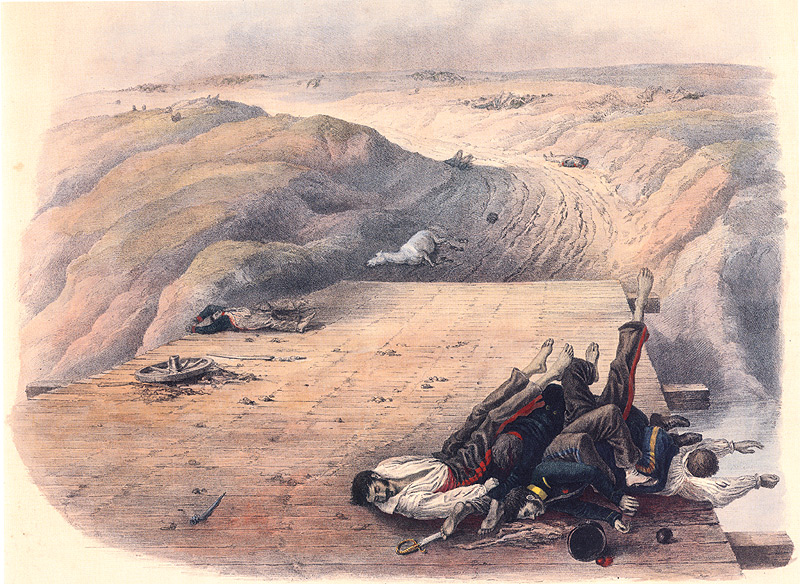
Мёртвые солдаты Великой армии на мосту реки Колочи после Бородинского сражения
Христиан-Вильгельм фон Фабер-дю-Фор, 1831—1843

Великая армия окончательно перестала существовать в результате окончания русской кампании 1812 года. После переправы через Березину 28 ноября Великая армия уменьшилась до 20 000 солдат, а к границе Российской империи на Немане в декабре 1812 года дошло не более 2000 из тех, которые летом 1812 года вторглись в пределы России вместе с Наполеоном. Позднее за Вислой из различных гарнизонов и уцелевших отрядов собралось до 23 000 солдат Великой армии (есть и иные данные). В это число не входят относительно благополучно завершившие войну пруссаки (вернулись в Пруссию 15 000 человек), ушедшие в Австрию австрийцы (25 000 человек). Также называют цифры в 10 000 уцелевших поляков, 8000 саксонцев, менее 2000 баварцев и вестфальцев. Остальные иностранные контингенты погибли почти полностью.
Практически полностью погибла в России французская кавалерия: из почти 90 000 кавалеристов, переступивших русскую границу, обратно вернулось около 700 кавалеристов гвардии и до 1 500 саксонских и польских кавалеристов (не считая уцелевших кавалеристов корпусов Шварценберга и Йорка, простоявших войну на второстепенных направлениях вблизи границ — до 6 000 человек).
В следующем году Наполеону удалось создать новую армию, по качеству значительно уступавшую ветеранам, оставшимся в России. Однако кампания 1813 года, завершившаяся в октябре битвой под Лейпцигом, не была для союзников лёгкой, и Великая армия доблестно сражалась и в 1814 году.

## См. также

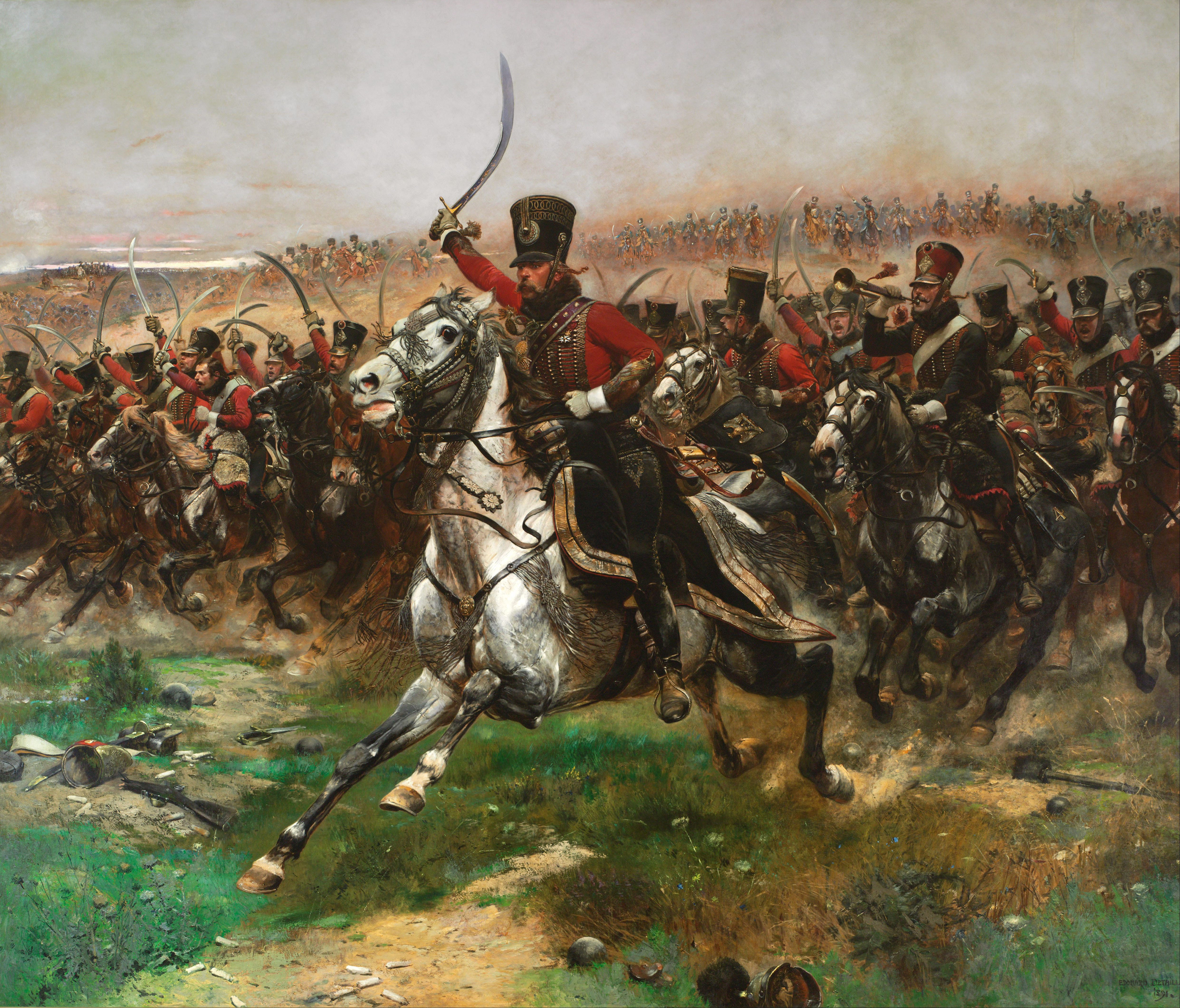
«Да здравствует император!» Худ. Эдуар Детай, 1891 г.